# 松平景忠
松平 景忠（まつだいら かげただ）は、戦国時代から安土桃山時代にかけての武将。五井松平家5代当主。

## 生涯
4代・松平忠次の子として誕生。天文16年（1547年）に父が戦死した際に、景忠は幼少であったが、松平広忠は父祖の忠勤によって家督継承を認め、景忠の叔父にあたる松平信次（長左衛門）に家政を執らせた。
永禄3年（1560年）の丸根攻めの際には、若年でありながら戦功を挙げ、松平元康（徳川家康）から褒美の金盃を賜った。永禄6年（1563年）、三河一向一揆勢と矢作川で対陣した際には、家康の命を受けて景忠が配下の松下清兵衛が遠矢を射させ、一揆勢を退けたという。以後、遠江進攻、姉川の戦い、三方ヶ原の戦いにも従軍した。長篠の戦いの際には、奥平信昌の加勢として長篠城に入城し、防戦にあたっていた。長久手の戦いには弟の正幸とともに参戦し、池田勝入（池田恒興）の軍勢と戦った。文禄元年（1592年）の肥前名護屋城出陣にも従った。
文禄2年（1593年）6月3日死去。享年53。葬地は愛知県蒲郡市五井の長泉寺。